# Овчеполска операция
Овчеполската операция се състои от 14 октомври до 15 ноември 1915 година.
Целта ѝ е да не допусне сръбските сили да се съединят със силите на Антантата в Солун. Втора българска армия, съставена от части на 13-а балканска дивизия, 7-а рилска дивизия и конната дивизия с 220 оръдия, има за цел да разгроми сръбските сили в Македония и да напредне до албанската и гръцката граници.
Главният удар е насочен към Куманово, където 13-а и 7-а дивизии лесно побеждават сръбската армия. На третия ден конната дивизия също напредва отблъсквайки контраатакуващите сръбски войски и достига Велес и бреговете на Вардар. С този успех целта е постигната.